# 法蘭克·穆勒
法蘭克·穆勒（英語：Frank Muller，1862年9月10日—1917年4月19日），生於弗吉尼亞州，美國天文學家。
大約在1885年，他加入了位於薛倫斯維爾一所新的利安德麥科明克觀測所，協助Ormond Stone（第一位主任1882-1912）和法蘭斯·萊文沃思。1885年至1886年，他發現了雙星，成果在1915年於利安德麥科明克觀測所的期刊內刊登。1886年至1887年，他參與尋找新星雲的工作。後來他越來越對彗星和軌道運算感到興趣。1888年他成了在天文學界第一位從弗吉尼亞大學得到了博士銜頭。後來，他出版了「Definitve Determination of Comet 1887 IV」。他逝世時，享年54歲，在弗吉尼亞州華倫敦公墓下葬。